# Łubka
Łubka – wieś w Polsce położona w województwie lubelskim, w powiecie parczewskim, w gminie Siemień.
Wieś szlachecka położona była w drugiej połowie XVI wieku w powiecie lubelskim województwa lubelskiego. 
W latach 1975–1998 miejscowość administracyjnie należała do województwa bialskopodlaskiego.
Wieś stanowi sołectwo w gminie Siemień. Według Narodowego Spisu Powszechnego z roku 2011 wieś liczyła 62 mieszkańców.
Wierni Kościoła rzymskokatolickiego należą do parafii św. Stanisława w Czemiernikach.

## Historia
W roku 1886 w folwarku Wierzchowiny były wsie folwarczne między innymi Łubka posiadająca wówczas 10 osad z gruntem 136 mórg (opis podaje Bronisław Chlebowski SgKP tom XIII str. 412 – Wierzchowiny, [w:] Słownik geograficzny Królestwa Polskiego, t. XIII: Warmbrun – Worowo, Warszawa 1893, s. 412.)